# Geonoma bondariana
Geonoma bondariana är en enhjärtbladig växtart som beskrevs av Lorenzi. Geonoma bondariana ingår i släktet Geonoma och familjen Arecaceae. Inga underarter finns listade i Catalogue of Life.